# Idaea conspersa
Idaea conspersa là một loài bướm đêm trong họ Geometridae.